# Żabnica (ryba)

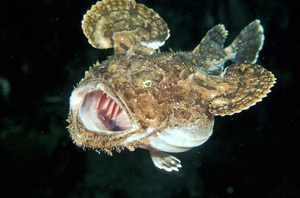
Żabnica

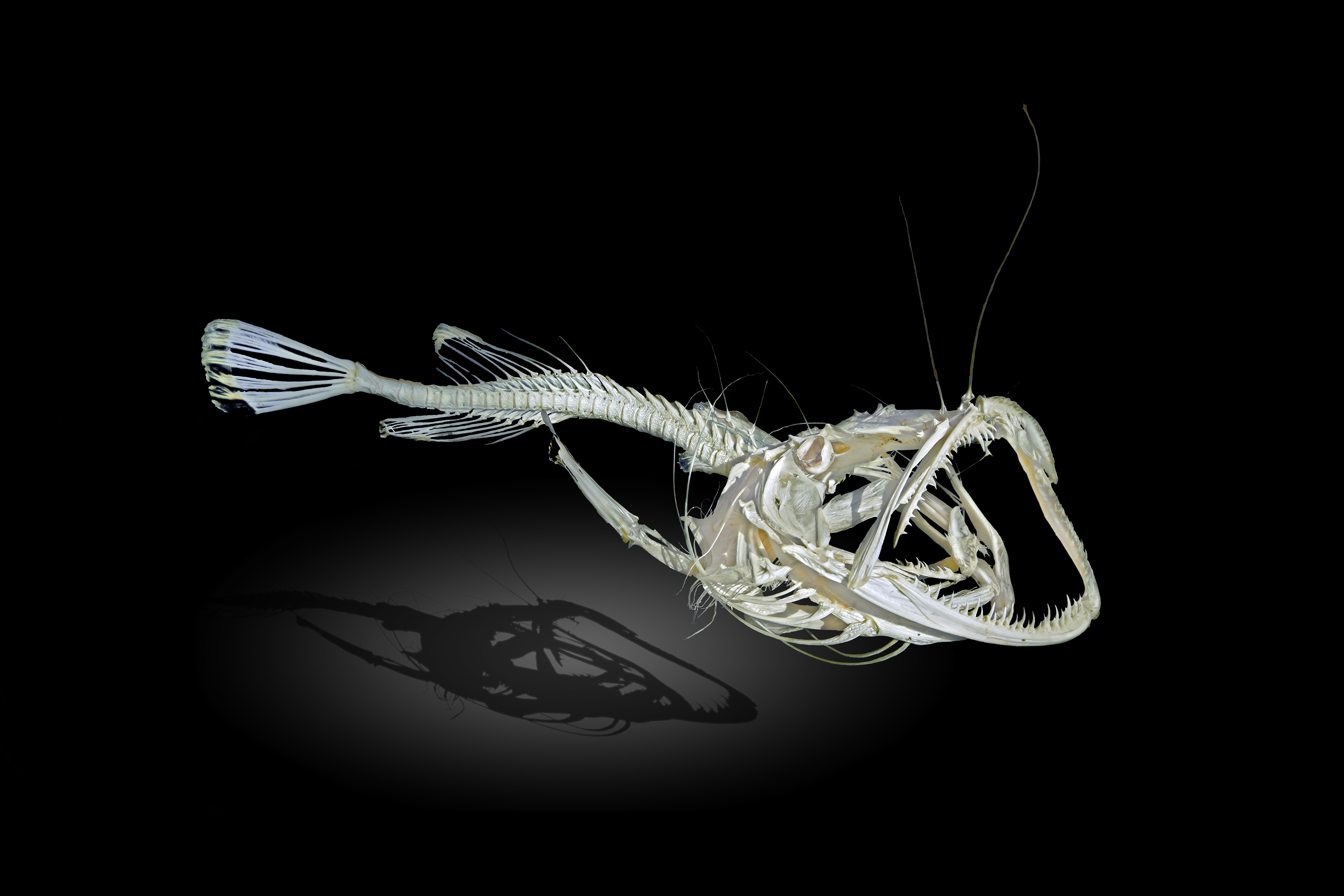
Szkielet żabnicy

Żabnica, nawęd, żabnica nawęd (Lophius piscatorius) – ryba morska z rodziny żabnicowatych (Lophiidae), nazywana też diabłem morskim. Poławiana gospodarczo dla smacznego, białego mięsa, cenionego w stanie świeżym i wędzonym.

## Występowanie
Wybrzeże Europy i północno-zachodniej Afryki. Spotykana na głębokościach od 20–1000 m. Według Greenpeace gatunek jest zagrożony z powodu przełowienia, a połowy żabnicy wyrządzają poważne szkody w przyrodzie.

## Zastosowanie w gastronomii
Szeroko rozpowszechniona w kuchni, zwłaszcza francuskiej. Jej mięso jest delikatne i bardzo pożywne, dobrze znosi gotowanie i w smaku zupełnie nie przypomina tradycyjnych ryb, lecz raczej młodego kurczaka lub królika.

## Cechy morfologiczne
Ciało silnie spłaszczone grzbietobrzusznie. Głowa szeroka, z bardzo dużym otworem gębowym zaopatrzonym w ostre, ruchome zęby. Dolna szczęka znacznie wysunięta. Przekształcone, krótkie płetwy piersiowe umożliwiają pełzanie po dnie. Długość ciała przeciętnie ok. 1 m, maksymalnie 2 m. Masa ciała przeciętnie ok. 40 kg, maksymalnie 57,7 kg.

## Tryb życia
Większość czasu spędza na dnie. Jej spłaszczone ciało jest wyposażone w rozgałęzione wyrostki ubarwione na żółto-brązowo-zielono, co pomaga jej się maskować przy porośniętych wodorostami skałach. Jej jedyną widoczną częścią ciała jest wijący się jak robak mięsisty wyrostek na końcu długiej wędki wystającej ze szczytu głowy. Kiedy podpływa zdobycz w postaci małej rybki, żabnica kusi ją wabikiem w pobliże swojej zamaskowanej paszczy. W pewnym momencie gwałtownie otwiera szczęki, skutkiem czego mała rybka zostaje wessana i zjedzona. Samotnik. Zjada małe ryby.
Tarło odbywają na głębokości do 2 km p.p.m. Ikra unosi się ku powierzchni wody. Larwy po wykluciu opadają na dno i kierują się w stronę płytkiej wody.
Dawniej z trzustki żabnic produkowana była insulina.